# They Might Be Giants (álbum)
They Might Be Giants é o álbum de estreia da banda homónima, conhecido também como "Pink Album", lançado a 4 do Novembro de 1986. Apesar de obter sucesso comercial mínimo, o álbum produziu uma das músicas mais conhecidas da banda em todos os tempos, "Don't Let's Start".
As letras de They Might Be Giants são característica por irônica, tratamentos bem-humorados para temas sombrios freqüentemente aparecem no disco. Morte e mortalidade são o destaque nas várias canções do álbum, como temas mórbidos, obsessão e a ilusão. Algumas das canções, especialmente aquelas escritas por John Flansburgh, mostram a insatisfação com o trabalho, quando este é servil.

## Faixas
Todas as faixas por They Might Be Giants.

### Lado 1
1. "Everything Right Is Wrong Again" – 2:20
2. "Put Your Hand Inside the Puppet Head" – 2:12
3. "Number Three" – 1:27
4. "Don't Let's Start" – 2:36
5. "Hide Away Folk Family" – 3:21
6. "32 Footsteps" – 1:36
7. "Toddler Hiway" – :25
8. "Rabid Child" – 1:31
9. "Nothing's Gonna Change My Clothes" – 1:58

### Lado 2
1. "(She Was A) Hotel Detective" – 2:10
2. "She's an Angel" – 2:37
3. "Youth Culture Killed My Dog" – 2:51
4. "Boat of Car" – 1:15
5. "Absolutely Bill's Mood" – 2:38
6. "Chess Piece Face" – 1:21
7. "I Hope That I Get Old Before I Die" – 1:58
8. "Alienation's for the Rich" – 2:25
9. "The Day" – 1:27
10. "Rhythm Section Want Ad" – 2:21